# シュラバッ!
『シュラバッ!−女の秘密と遺産バトル−』は、2008年10月4日の14:00～15:24にTBS系列にて放映された、単発スペシャルのテレビドラマである。
平成20年度文化庁芸術祭参加作品である。

## 概要
- 夫婦で発展させてきた園芸会社の社長が突然交通事故で亡くなる。残された妻の前に、謎の4人の女性が現れる。社長を偲ぶ会は、社長の遺産を巡る修羅場と化してしまう。
- 冒頭部を除いてオールスタジオ・ワンセット撮影の、タイトル通り「修羅場」をテーマにしたシチュエーション・コメディである。

## キャスト
- 松本花枝（雄太の妻）：野際陽子
- 松本伊都子（雄太の義理の父親の連れ子）：松田美由紀
- 松本カンナ（伊都子の娘）：安達祐実
- 内田ちよみ（「有香園」の取引先社員）：紺野まひる
- 今川初（雄太の幼馴染）：阿知波悟美
- 松本雄太（園芸会社「有香園」社長）：梅沢富美男

- 奥田幸二（江戸川の部下）：井田國彦
- 江戸川勉（有香園の顧問弁護士）：伊沢勉
- 沢田美紀（雄太の秘書）：川畑麻衣
- 豊島悦香（松本宅の家政婦）：烏丸せつこ

## スタッフ
- 脚本：イケタニマサオ
- 原案：伊沢勉
- プロデューサー・演出：小森耕太郎（CBC）
- 音楽：七瀬光
- 技術協力：バスク
- 美術協力：KHKアート
- 照明協力：ティ・エル・シー
- スタジオ：東京メディアシティTMC-A1
- 制作協力：GeneralEntertainment Team、国際放映
- 製作著作：中部日本放送